# Lucius Aelius Tubero
Lucius Aelius Tubero (Kr. e. 1. század) római történetíró és filozófus volt. A plebeius Aelia genshez tartozott.

## Élete
Ciceróhoz gyermekkorból eredő barátság és rokoni kapcsolat (feltehetően a szónok nagybátyjának lányát vette feleségül) fűzte; ezenfelül együtt szolgáltak az itáliai szövetségesháborúban. Később Tubero Quintus Tullius Cicero, a neves politikus fivére alatt szolgált legatusként Asia provinciában. Pompeius és Caesar polgárháborújában az előbbi párthíve lett, a senatus pedig Africa helytartójává nevezte ki. Mivel azonban a szintén optimata Quintus Ligarius és Atius Varus nem volt hajlandó átadni neki a tartományt, Görögországban csatlakozott Pompeiushoz. A pharszaloszi csata után Caesar megkegyelmezett neki, így visszatérhetett Itáliába Quintus fiával együtt, aki később híres jogtudós lett.

## Munkássága
Tubero irodalommal, történelemmel és filozófiával foglalkozott. Csupán Cicero egyik leveléből ismerjük történelmi munkáját, ami sajnos teljes egészében elveszett. A Gelliusnál Tubero név alatt fennmaradt részletekről nem eldönthető, hogy saját vagy fia művéből származnak-e. Aenesidemus, a filozófus neki ajánlotta a Pürrhón szkeptikus filozófiájával foglalkozó művét.